# Toei (Aichi)
Tōei (em kanji:東栄町, transliterado: Tōei-chō) é uma vila localizada no distrito de Kitashitara, Aichi, Japão. Em 2003, a vila tinha uma população estimada em 4.479 e uma densidade populacional de 36,3 pessoas por km². A sua área total é de 123,4 km².